# Carlo Vigarani
Carlo Vigarani (Módena, 1637 — 1713) fue un arquitecto italiano que a partir de 1662 se trasladó a la corte francesa de Luis XIV, siendo ingeniero del rey y después intendente de los placeres del rey, hasta 1690.

## Biografía
Carlo Vigarani fue uno de los hijos de Gaspare Vigarani (Reggio Emilia, 1588 - Módena, 1663), que fue arquitecto y superintendente de construcciones del duque de Módena. Fue, naturalmente iniciado, como sus hermanos, en las artes paternas y, en 1659, cuando Mazarino contrata a Gaspare para participar en la elaboración de la maquinaria teatral de las Tuileries, siguió a su padre y hermanos a París.
En 1662 fue nombrado ingeniero del rey y luego desempeñará diversas puestos en la corte: ingeniero de maquinaria de teatro, arquitecto, decorador y escenógrafo.
Carlo Vigarani ha trabajado simultáneamente o sucesivamente en el château de Saint-Germain-en-Laye (donde puso en escena diversas tragedias), colaborado con Lully en la dirección de la ópera, creado los decorados para la iglesia de los Teatinos en París, etc.
Su nombre permanece particularmente ligado a su importante trabajo de maquinaria realizado para Les Plaisirs de l'Île Enchantée, fiesta grandiosa dada en el marco del parque de Versalles, del 7 al 14 de mayo de 1664, cuando el futuro palacio no era más que un lejano proyecto. Esta fiesta estuvo dedicada a Louise de La Vallière, favorita del rey.
En 1673, fue nacionalizado francés por decreto del rey. En esa época tenía el título de «Intendant des Machines et Menus Plaisirs du Roy».
Se casó con una francesa hija de una familia de la pequeña nobleza textil, y adquirió un pequeño señorío al lado de Amboise, convirtiéndose así en «seigneur de Saint-Ouen».
En 1690, después de varios fracasos ligados con diferentes proyectos, entre ellos uno concerniente a una sala de ballet nunca realizada en el Palacio de Versalles, eligió retirarse y fue reemplazado por Jean Bérain el Viejo.

## Coloquio Internacional
Del 4 al 12 de junio de 2005, en Italia y después en Francia, se organizó un Coloquio Internacional, titulado «De la cour des Este à celle de Louis XIV: Gaspare et Carlo Vigarani», conjuntamente por la «Société d'étude du XVIIe siècle» y el «Centre André Chastel». La primera parte  se desarrolló del 4 al 7 de junio en Módena y Reggio Emilia, en Italia, después fue seguida en Francia, del 9 al 12 de junio, en el auditorio del château de Versailles. Las actas del coloquio no se han sido publicadas todavía.